# Тюльпан дібровний
Тюльпа́н дібро́вний (Tulipa quercetorum) — рідкісна багаторічна рослина родини лілійних, належить до складного видового комплексу Tulipa biebersteiniana s.l. Ендемік Східної Європи, занесений до Червоної книги України. Маловідома декоративна культура.

## Опис

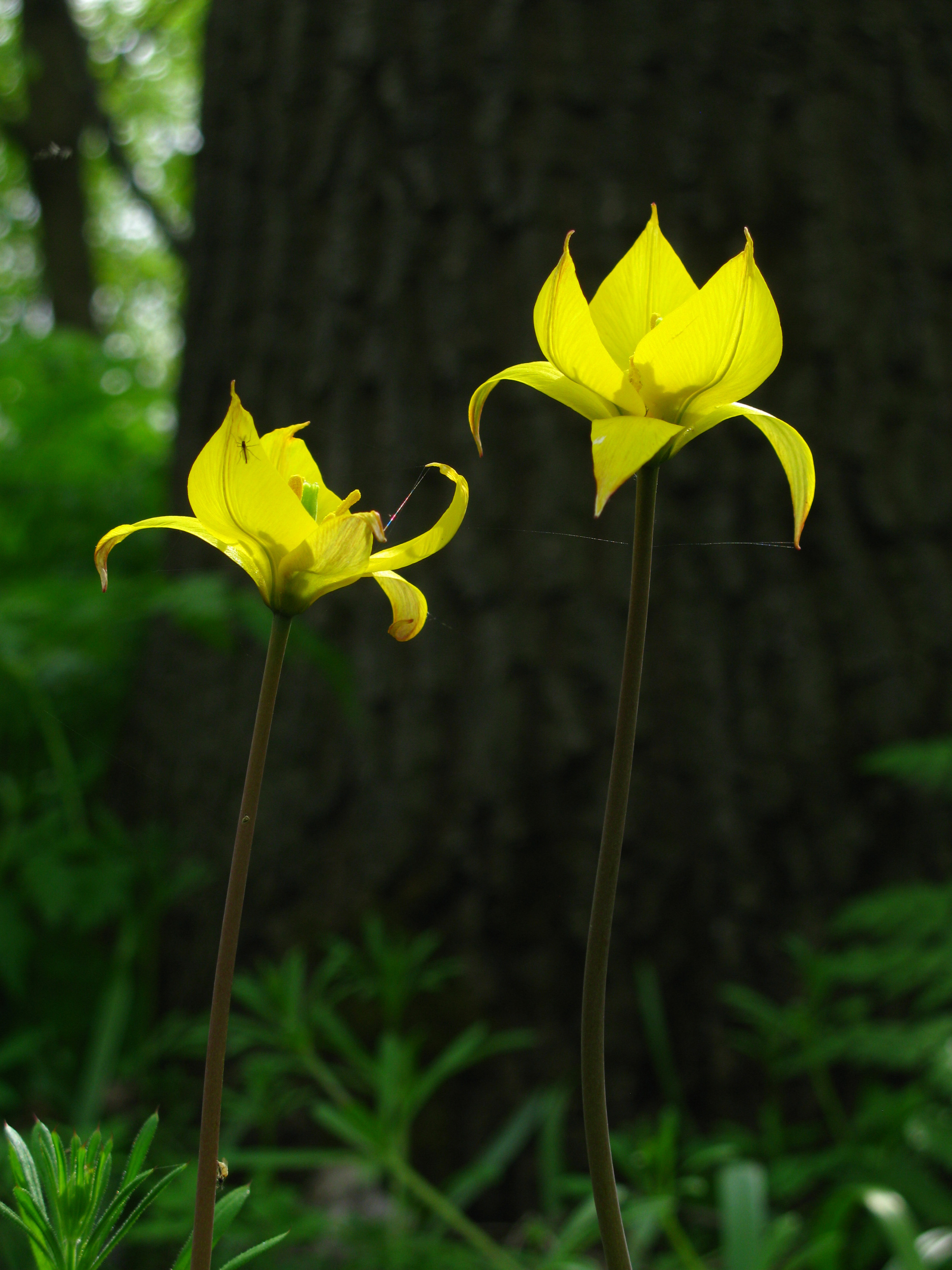
У ландшафтному заказнику «Старовишневецький»

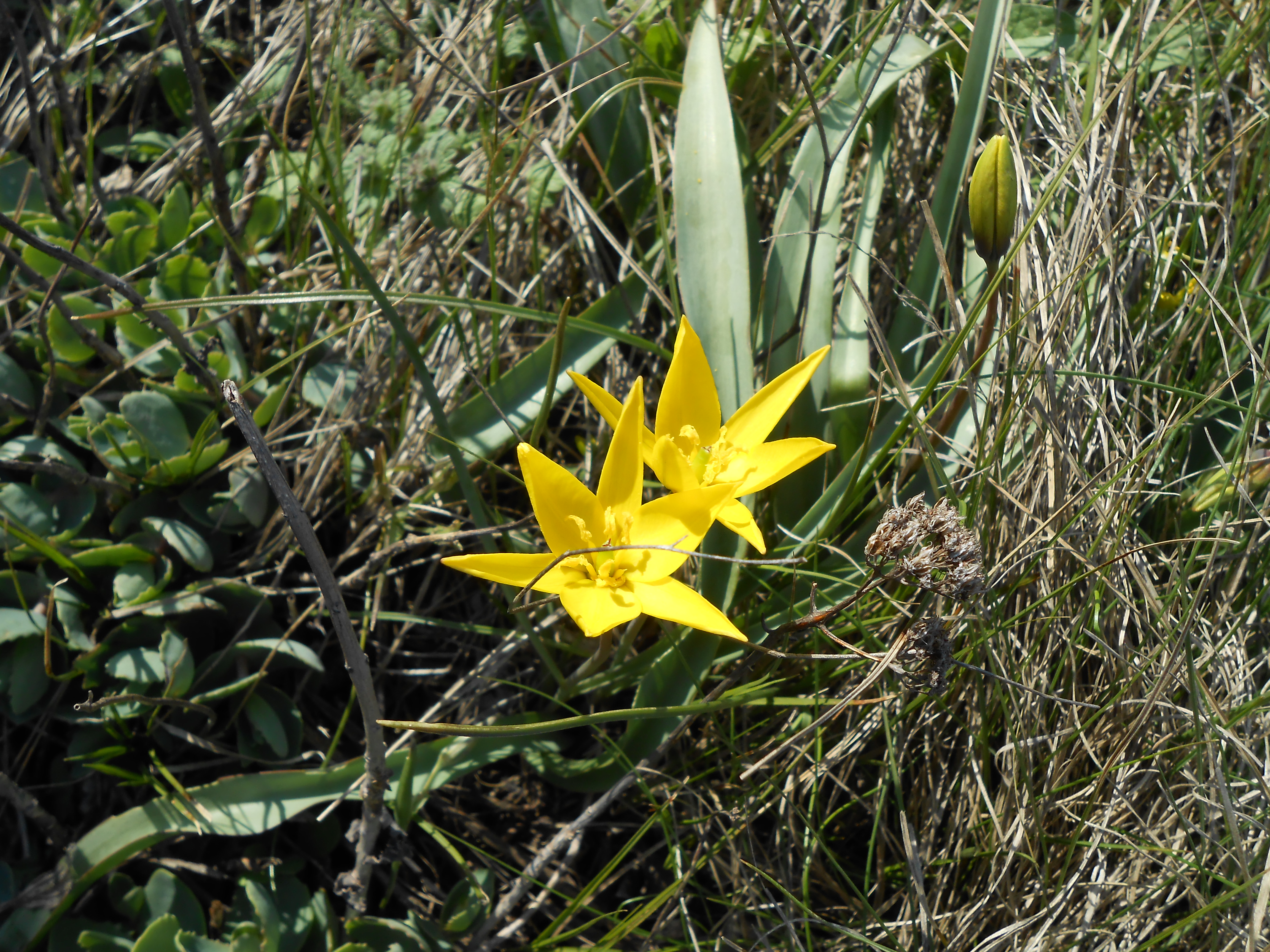
У ландшафтному заказнику «Корсак-могила»

Трав'яниста рослина 25–50 см заввишки, ефемероїд. Цибулини зі світло-бурими зовнішніми оболонками, з пучками щетинок навколо денця. Листків 2–3 стеблових та один прикореневий. Вони лінійні, з тупуватою верхівкою, направлені косо вгору, 8–23 см завдовжки, 0,3–2,2 см завширшки.
Квітки поодинокі, 25–35 мм завдовжки, яскраво-жовті, рідко рожевуваті або білі. Зовнішні листочки оцвітини за шириною у 1,5–2 рази вужчі за широкояйцеподібні внутрішні. Тичинки біля основи запушені.
Плід — коробочка до 25 мм завдовжки, видовжена у верхній частині у тупий «дзьобик».
Число хромосом 2n = 24.

## Екологія та поширення
Квітне у квітні-травні, плодоносить у червні. Розмножується насінням та вегетативно. В останньому випадку від материнської цибулини відростають підземні пагони (столони) завдовжки 15–20 см, на їх кінці формується нова цибулина.
Ареал виду охоплює степові і лісостепові райони Східної Європи — від басейну Південного Бугу до Передкавказзя і пониззя Дону. В Україні найвища щільність популяцій спостерігається на Лівобережжі та біля східного кордону країни. Тюльпан дібровний полюбляє помірно зволожені ґрунти, тому зростає у байрачних лісах, заплавних дібровах, чагарниках.

## Значення і статус виду
Як і більшість інших видів цього роду тюльпан дібровний є декоративною рослиною, але саме це часто спричинює зникнення популяцій через нищівне збирання квітів. Крім того, чисельність виду зменшується через вирубування дібров, зміну середовища внаслідок господарської діяльності.
В Україні ця рослина охороняється в національних природних парках «Святі гори»,  «Гомільшанські ліси», «Холодний Яр»; Українському степовому та Луганському заповідниках; Старовишневецькому заказнику  та багатьох інших заказниках. Культивується в Національному ботанічному саду імені Миколи Гришка НАН України та Донецькому ботанічному саду.

## Синоніми
- Tulipa biebersteiniana Schult. & Schult.f.
- Tulipa quercetorum Klok. & Zoz
- Tulipa quercetorum var. tricolor Klokov & Zoz